# Pigerøveren
Pigerøveren er en dansk stumfilm fra 1912 produceret af Filmfabrikken Skandinavien. Filmens instruktør er ukendt.

## Handling
Denne artikel mangler et handlingsreferat. Hjælp os med at skrive det.

## Medvirkende
- Holger-Madsen
- Vera Brechling
- Alfred Arnbak
- Olga Svendsen
- Aage Brandt
- Ludvig Nathansen
- Emil Winther